# Cumano
Cumano (1993 - 2018) est un étalon Holsteiner gris, monté en saut d'obstacles.

## Histoire
D'une lignée prestigieuse (Cassini I et Chanel II par Landgraf I), Cumano est né dans la région du Holstein. Découvert par le cavalier belge Marc van Dijck dès l'âge de 3 ans, il est installé en Belgique. Marc van Dijck éduque et monte Cumano  en concours jusqu'en 2002. d'après lui, « Cumano a toujours été un cheval exceptionnel, dès l'âge de trois ans, puis à quatre ans, à cinq ans et après. Un cheval doté de moyens extraordinaires, particulièrement respectueux et, ce qui ne gâte rien, très gentil ».
En 2000, Cumano est loué au haras de Saint-Lô en France. Lors de ce passage en France, il est monté par Julien Épaillard et Florian Angot, mais ceux-ci ne sont pas convaincus. Ils reconnaissent sa force exceptionnelle mais lui reprochent d'être difficile et non respectueux.
Cumano a de nouveau été monté en concours en France par un cavalier français, Pascal Renard, en mars et avril 2004.
En 2002, Léon Melchior, patron de du haras de Zangersheide, loue Cumano pour le valoriser et le confie à Jos Lansink, un cavalier de l'élevage. En 2004, Cumano est choisi aux dépens d'un cheval de l'élevage pour les Jeux olympiques d'été de 2004 à Athènes. Ce choix provoque la rupture entre Jos Lansink et son patron. Le cavalier de Cumano s'installe à son compte dans de nouvelles écurie avec sa monture et depuis, le couple ne s'est pas séparé. Il a gagné les jeux équestres mondiaux de 2006.

## Palmarès
- 2002 : 1er du Grand Prix du CSIO-5* de Lummen en Belgique avec Marc van Dijck.
- 2004 : 1er du Grand Prix du CSIO-5* de Calgary au Canada avec Jos Lansink.
- 2006 : médaille d'or en individuel aux Jeux équestres mondiaux d'Aix-la-Chapelle en Allemagne avec Jos Lansink.
- 2007 : médaille d'argent en individuel aux Championnats d'Europe de Mannheim en Allemagne avec Jos Lansink
- 2008 : 10e en individuel aux Jeux olympiques d'été de 2008 à Pékin en Chine.

## Descendance
En France, Cumano a saillit 80 juments et donné naissance à 59 poulains. Neuf d'entre eux sont finalistes du Cycle classique dès 5 ans à la Grande semaine de Fontainebleau. 
Cumano est le père de Nenuphar'Jac, Malito de Rêve et Noblesse des Tess.
Il a été cloné, le clone Cumano Alpha Z aynt été approuvé à la reproduction par Zangersheide en 2020.